# Alba Dedeu i Surribas
Alba Dedeu i Surribas (Granollers, Vallès Oriental, 1984) és una escriptora i traductora catalana.
Alba Dedeu, estudià medicina a Barcelona i a Florència. Tot i que exercí de metge durant un temps, finalment, es dedicà a la traducció i a la creació literàries. Amb només vint-i-sis anys, guanyà el Premi Mercè Rodoreda de contes i narracions (2010) i el Premi Crítica Serra d'Or (2012) amb el seu primer recull de contes Gats al parc (2011). L'any 2012 publicà un segon recull, L'estiu no s'acaba mai. A banda de la tasca de traductora (d'anglès i d'italià) i d'escriptora, s'ha encarregat de l'edició de Sempre han tingut bec les oques, de l'historiador Joaquim Miret i Sans, publicada el 2013. Entre les seves traduccions, destaca l'obra de Sibilla Aleramo, Una dona.
L'any 2012 va publicar una versió actualitzada del clàssic medieval Lo Somni de Bernat Metge (1340 - 1413).

## Obra
- Gats al parc. Edicions Proa, 2010.
- L'estiu no s'acaba mai. Edicions Proa, 2012.
- La conformista. L'Altra Editorial, Barcelona, 2024.[5](Primera novel·la)